# René Lévy
René Lévy, francoski general, * 1879, † 1958.